# Dan Gurney
Daniel Gurney Sexton, detto Dan (Port Jefferson, 13 aprile 1931 – Newport Beach, 14 gennaio 2018), è stato un pilota automobilistico statunitense.
Ha corso in vari campionati internazionali come Formula 1, CanAm, Champ Car e NASCAR, oltre alla 500 miglia di Indianapolis e alla 24 Ore di Le Mans.

## Biografia
Nacque in una famiglia attiva nel mondo sia nel mondo della musica che dei motori. Il nonno, F.W. Gurney, era il proprietario della Gurney Elevator Company. Il padre Jack era un famoso tenore basso-baritono ed imprenditore laureato ad Harvard, che compì anche studi di canto lirico in Francia e che in seguito sposò Roma Sexton, mentre tre suoi zii erano ingegneri laureati al MIT.

## Carriera

### Formula 1
Dan Gurney debuttò in Formula 1 l'anno dopo aver corso la sua prima 24 Ore di Le Mans, conclusasi poi con un ritiro, alla terza gara del campionato del mondo 1959 alla guida di una Ferrari, ottenendo un 12º posto in qualifica, ma in gara fu costretto al ritiro a causa del radiatore. Saltò quindi il Gp di Gran Bretagna, e ricomparve in Germania, dove ottenne un formidabile secondo posto, in una fine settimana tragico in cui perse la vita il francese Jean Behra. Altre buone prestazioni nell'anno di esordio arrivarono con un terzo posto in Portogallo e un quarto in Italia.
L'anno successivo il pilota statunitense si accordò con la BRM, ma i risultati non arrivarono, e il pilota americano chiuse la stagione senza punti iridati.
Nel 1961 il passaggio alla Porsche con cui Gurney ottenne, a pari merito con Stirling Moss, il terzo posto in classifica piloti. Però a causa dell'assenza di vittorie Gurney venne classificato quarto. L'annata fu comunque buona con tre secondi posti.
Il pilota americano rimase in Porsche anche per l'anno successivo e ottenne nel Gp di Francia la sua prima vittoria. Proprio nel 1962 Gurney decise di creare una propria scuderia, totalmente americana, accordandosi con Goodyear e Firestone.
Per i tre anni successivi (1963-1964-1965) Dan si accordò con la Brabham e in entrambe le occasioni batté sonoramente il compagno-costruttore. 

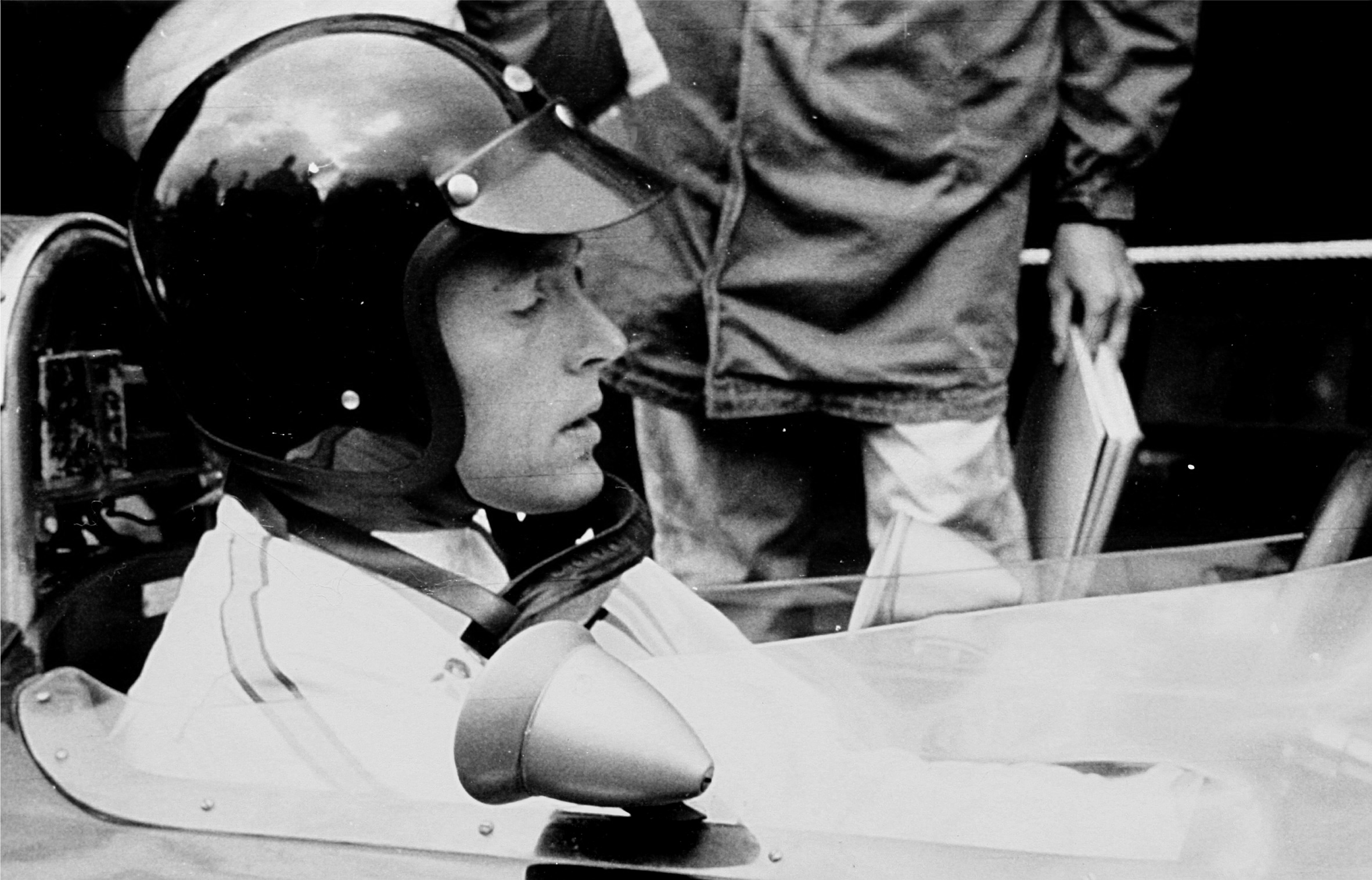
GP di Germania 1965

Nel 1964 inoltre Gurney ottenne due vittorie, concludendo la stagione in sesta posizione. Va detto che due vittorie vennero buttate al vento a causa di continue rotture ed errori del team, in cui il pilota non aveva colpe, e senza i quali avrebbe potuto lottare seriamente per il titolo.
Anche il 1965 fu un buon anno per il pilota americano che conquistò il quarto posto nella classifica piloti, senza mai conquistare una vittoria. A fine anno riuscì poi a formare il proprio team, denominandolo Eagle, tanto che nel 1966 poté correre con la propria vettura. L'annata però non fu delle migliori e il pilota statunitense conquistò appena quattro punti, derivati da due quinti posti, dovuti alla scarsa potenza dei motori Climax montati. Nel 1967 si ebbero invece netti miglioramenti, anche grazie ai nuovi propulsori Weslake, e Gurney trionfò con la sua Eagle in Belgio. Il 1968 fu, invece, un anno tormentato sia per il pilota, che per la scuderia. Gurney ottenne solo tre punti (tra l'altro alla guida di una McLaren); unica soddisfazione il secondo posto alla 500 Miglia di Indianapolis. Questo contribuì all'abbandono della Eagle per quanto riguarda la F1, in favore dei campionati americani.
Nel 1969 Dan si prese un anno sabbatico, dedicandosi alle gare americane e tornò nel 1970 in F1 conquistando un solo punto e disputando tre GP alla guida di una McLaren. A fine anno annunciò il suo ritiro dalla massima serie.

#### Vittorie
- 1962: Francia
- 1964: Francia, Messico
- 1967: Belgio

### La 24 Ore di Le Mans
Dan Gurney prese parte a varie edizioni della 24 Ore di Le Mans, vincendo anche l'edizione 1967 in coppia con A.J. Foyt su una Ford GT40 Mk IV.
La sua prima partecipazione risale al 1958, alla guida di una Ferrari 250, ma non concluse la gara.
L'anno successivo ripartecipò alla competizione, sempre con un Ferrari, ma ancora una volta non terminò la corsa, compiendo poco più di 120 giri, contro i 323 del vincitore.
Anche nel 1960 Gurney corse la gara, ma con una Jaguar, senza però concludere.
I ritiri continuarono anche nel 1961, 1962 e 1963.
Nel 1964, Gurney concluse per la prima volta la competizione giungendo quarto, dietro alle Ferrari.
Nel 1965, mentre si trovava in testa alla corsa, e nel 1966 il pilota statunitense fu invece costretto al ritiro.
La vittoria arrivò invece nel 1967 e Gurney iniziò la tradizione di festeggiare con lo champagne una vittoria. A partire dall'anno successivo, però, il pilota non partecipò più alla competizione, appagato dal successo ottenuto.

### Le corse americane

#### 500 miglia di Indianapolis
Tra il 1962 e il 1970 Gurney prese parte a tutte le edizioni della 500 Miglia di Indianapolis. La prima edizione la disputò su una Thompson, concludendo ventesimo.
Nei tre anni successivi, invece, la vettura gli fu offerta dal Team Lotus, con cui ottenne un settimo posto nel 1963.
Nel 1966, Gurney corse con la sua Eagle e dopo due anni senza risultati brillanti, se si esclude il secondo posto in qualifica nel 1967, il pilota statunitense concluse due volte secondo e nel 1970 conquistò un terzo posto.

#### CanAm
Nel 1968 Dan Gurney cominciò a partecipare anche al Campionato CanAm. Le prime due stagioni furono difficili e senza grandi risultati.
Il 1970 iniziò invece benissimo, con due vittorie nelle prime due gare, poi però arrivarono appena due punti al terzo appuntamento e nessun altro piazzamento nella stagione, concludendo settimo in classifica piloti. Questo fu il miglior risultato per l'americano, e l'anno successivo si ritirò dalla competizione.

#### Champ Car
Nel 1968 Dan Gurney si dedicò per la prima volta alla massima categoria delle monoposto nordamericane, allora gestite dallo United States Automobile Club e che anni dopo sarebbe diventata CART/Indycar e poi Champ Car. Nel suo primo anno corse appena cinque gare, anche a causa del calendario di F1, ma nonostante ciò concluse al settimo posto in classifica.
Nel 1969, invece, l'americano non corse in Formula 1 per dedicarsi solamente alle corse americane, e disputò la sua migliore stagione concludendo quarto. In tutto Gurney ha ottenuto sette vittorie in 28 gare di campionato.
A causa del contrasti con l'USAC, nel 1979 Gurney fondò insieme ad altri team manager la categoria CART, che - ispirandosi alla Formula 1 e alla sua organizzazione - creò uno scisma nel mondo delle gare americane per monoposto.

#### NASCAR
Nel 1962 Gurney cominciò a prendere parte anche al campionato NASCAR, disputando però appena due gare.
Dopo una stagione senza grandi risultati, il pilota vinse la sua prima gara nel 1963, prendendo parte a tre GP ed entrando tutte e tre le volte nella TOP 5, conquistando anche una pole.
Nel 1964 Gurney prese parte a quattro gare, vincendone sempre una, ma senza conquistare pole.
Dal 1965 al 1970 lo statunitense vinse una gara nel 1965, 1966 e 1968.
Dopo essersi ritirato nel 1970 ritornò a prendere parte alla competizione nel 1980, compiendo però appena 77 giri.
In tutto conta nella categoria cinque vittorie in sedici gare, e tre pole position.

## L'attività di team manager
Dopo il suo ritiro dalla F1, Gurney si dedicò anima e corpo al suo nuovo ruolo di costruttore d'auto e proprietario, presidente e amministratore della scuderia All American Racers a partire dal 1966. Il team vinse 78 gare (compresa la 500 miglia di Indianapolis, la 12 Ore di Sebring e la 24 Ore di Daytona) e 8 campionati, mentre anche i piloti suoi clienti ottennero tre successi sul catino dell'Indiana e tre campionati. Nel 1978, Gurney scrisse una lettera aperta ai proprietari delle altre scuderie con quella che oggi è conosciuta come la White Letter, in cui Gurney chiedeva un campionato controllato più dai proprietari o dai "partecipanti effettivi" che non dall'USAC. Dopo lunghe dispute nacque la CART, con fondatori quali Gurney e altri proprietari di scuderie, come Roger Penske, Pat Patrick, e Bob Fletcher. La CART disputò la sua prima stagione a partire dal marzo 1979. Fu questa la prima scissione nelle corse a ruote scoperte.
L'All American Racers si ritirò dal campionato CART nel 1986, ma ottenne grandi successi gestendo le vetture Toyota nel campionato IMSA GTP, dove le Toyota Eagle tra il 1992 e il 1993 vinsero 17 gare consecutive, i campionati piloti e costruttori e le classiche gare di durata di Daytona e Sebring. Il team tornò alle monoposto del campionato CART come team ufficiale Toyota nel 1996, ma si ritirò di nuovo dopo la stagione 1999 a seguito del ritiro della Goodyear e della fine del rapporto con la Toyota. Nel 2000 Gurney ha iscritto una vettura in Formula Atlantic sotto il vessillo dell'All American Racers per permettere di gareggiare a suo figlio Alex.

## Curiosità
- Al nome di Dan Gurney saranno sempre legati due componenti accessori delle auto con cui ha corso: la Gurney bubble e il Flap di Gurney.
- Fu il primo pilota a usare il casco integrale.
- Fu il primo pilota a festeggiare spruzzando champagne, stabilendo una consuetudine sui podi.

## Risultati in F1
| 1959 | Scuderia | Vettura |  |  |  |     |  |   |   |   |  |  |  |  |  | Punti | Pos. |
| ---- | -------- | ------- |  |  |  | --- |  | - | - | - |  |  |  |  |  | ----- | ---- |
| 1959 | Ferrari  | 246 F1  |  |  |  | Rit |  | 2 | 3 | 4 |  |  |  |  |  | 13    | 7º   |

| 1960 | Scuderia | Vettura |  |    |  |     |     |     |    |     |  |     |  |  |  | Punti | Pos. |
| ---- | -------- | ------- |  | -- |  | --- | --- | --- | -- | --- |  | --- |  |  |  | ----- | ---- |
| 1960 | BRM      | P48     |  | NC |  | Rit | Rit | Rit | 10 | Rit |  | Rit |  |  |  | 0     |      |

| 1961 | Scuderia | Vettura   |   |    |   |   |   |   |   |   |  |  |  |  |  | Punti | Pos. |
| ---- | -------- | --------- | - | -- | - | - | - | - | - | - |  |  |  |  |  | ----- | ---- |
| 1961 | Porsche  | 718 e 787 | 5 | 10 | 6 | 2 | 7 | 7 | 2 | 2 |  |  |  |  |  | 21    | 4º   |

| 1962 | Scuderia      | Vettura  |     |     |    |   |   |   |     |   |  |  |  |  |  | Punti | Pos. |
| ---- | ------------- | -------- | --- | --- | -- | - | - | - | --- | - |  |  |  |  |  | ----- | ---- |
| 1962 | Porsche Lotus | 804 e 24 | Rit | Rit | NP | 1 | 9 | 3 | Rit | 5 |  |  |  |  |  | 15    | 5º   |

| 1963 | Scuderia | Vettura |     |   |   |   |     |     |    |     |   |   |  |  |  | Punti | Pos. |
| ---- | -------- | ------- | --- | - | - | - | --- | --- | -- | --- | - | - |  |  |  | ----- | ---- |
| 1963 | Brabham  | BT7     | Rit | 3 | 2 | 5 | Rit | Rit | 14 | Rit | 6 | 2 |  |  |  | 19    | 5º   |

| 1964 | Scuderia | Vettura |     |     |   |   |    |    |     |    |     |   |  |  |  | Punti | Pos. |
| ---- | -------- | ------- | --- | --- | - | - | -- | -- | --- | -- | --- | - |  |  |  | ----- | ---- |
| 1964 | Brabham  | BT7     | Rit | Rit | 6 | 1 | 13 | 10 | Rit | 10 | Rit | 1 |  |  |  | 19    | 6º   |

| 1965 | Scuderia | Vettura |     |  |    |     |   |   |   |   |   |   |  |  |  | Punti | Pos. |
| ---- | -------- | ------- | --- |  | -- | --- | - | - | - | - | - | - |  |  |  | ----- | ---- |
| 1965 | Brabham  | BT11    | Rit |  | 10 | Rit | 6 | 3 | 3 | 3 | 2 | 2 |  |  |  | 25    | 4º   |

| 1966 | Scuderia | Vettura |  |     |   |     |     |   |     |     |   |  |  |  |  | Punti | Pos. |
| ---- | -------- | ------- |  | --- | - | --- | --- | - | --- | --- | - |  |  |  |  | ----- | ---- |
| 1966 | Eagle    | Mk1     |  | Rit | 5 | Rit | Rit | 7 | Rit | Rit | 5 |  |  |  |  | 4     | 13º  |

| 1967 | Scuderia | Vettura |     |     |     |   |     |     |     |   |     |     |     |  |  | Punti | Pos. |
| ---- | -------- | ------- | --- | --- | --- | - | --- | --- | --- | - | --- | --- | --- |  |  | ----- | ---- |
| 1967 | Eagle    | Mk1     | Rit | Rit | Rit | 1 | Rit | Rit | Rit | 3 | Rit | Rit | Rit |  |  | 13    | 8º   |

| 1968 | Scuderia              | Vettura      |     |  |     |  |     |     |   |     |     |   |     |  |  | Punti | Pos. |
| ---- | --------------------- | ------------ | --- |  | --- |  | --- | --- | - | --- | --- | - | --- |  |  | ----- | ---- |
| 1968 | Eagle McLaren Brabham | Mk1 M7A BT24 | Rit |  | Rit |  | Rit | Rit | 9 | Rit | Rit | 4 | Rit |  |  | 3     | 22º  |

| 1970 | Scuderia | Vettura |  |  |  |  |     |   |     |  |  |  |  |  |  | Punti | Pos. |
| ---- | -------- | ------- |  |  |  |  | --- | - | --- |  |  |  |  |  |  | ----- | ---- |
| 1970 | McLaren  | M14A    |  |  |  |  | Rit | 6 | Rit |  |  |  |  |  |  | 1     | 24º  |

| Legenda | 1º posto     | 2º posto | 3º posto    | A punti         | Senza punti/Non class.  | Grassetto – Pole position Corsivo – Giro più veloce |
| Legenda | Squalificato | Ritirato | Non partito | Non qualificato | Solo prove/Terzo pilota | Grassetto – Pole position Corsivo – Giro più veloce |